# デビッド・ジョーンズ (サッカー選手)
デビッド・ジョーンズ（David Jones、1984年11月8日 - ）は、イングランド・サウスポート出身の元プロサッカー選手。現役時代のポジションはMF。

## 経歴
1995年、10歳でマンチェスター・ユナイテッドFCのアカデミーに入団。2003-04シーズンからリザーブチームに昇格。2003年12月のフットボールリーグカップ・ウェスト・ブロムウィッチ・アルビオンFC戦で初めてトップチームのベンチに座った。同大会のアーセナルFC戦でトップチームデビュー。FAカップ3回戦・エクセター・シティFC戦で初スタメン。しかしそれ以降は出番を全く得られず、下位クラブへのレンタルを繰り返した。
2007年1月、2006年11月からレンタルで加入していたダービー・カウンティFCに完全移籍。
2008年6月27日、チャンピオンシップのウルヴァーハンプトン・ワンダラーズFCに移籍。契約は3年で移籍金は120万ポンド。
2011年8月2日、ウィガン・アスレティックFCに移籍。
2013年8月1日、バーンリーFCにフリーで加入。
2016年8月16日、シェフィールド・ウェンズデイFCに移籍。2018-19シーズン終了後に退団した。
2019年、オールダム・アスレティックAFCに加入。
2021年8月17日、レクサムAFCに選手兼任コーチとして加入。2022年6月1日に選手としての契約を終え、コーチに専念することとなった。

## 所属クラブ
ユース
- マンチェスター・ユナイテッドFC 1995-2003

プロ
- マンチェスター・ユナイテッドFC 2003-2007

→ プレストン・ノースエンドFC 2005-2006 (loan)
→ NECナイメヘン 2006 (loan)
→ ダービー・カウンティFC 2006-2007 (loan)
- ダービー・カウンティFC 2007-2008
- ウルヴァーハンプトン・ワンダラーズFC 2008-2011
- ウィガン・アスレティックFC 2011-2013

→ ブラックバーン・ローヴァーズFC 2013 (loan)
- バーンリーFC 2013-2016
- シェフィールド・ウェンズデイFC 2016-2019
- オールダム・アスレティックAFC 2019-2020
- レクサムAFC 2021-2022